# Ramiro de Maeztu
Ramiro de Maeztu e Whitney (Vitória, 4 de maio de 1874 – Aravaca, 29 de outubro de 1936) foi um diplomata, ensaísta e crítico literário espanhol.

## Biografia
Ramiro de Maeztu pertencia à Geração de 98. Na sua juventude foi influenciado por ideias nietzschianas e darwinistas. Em 1905 foi enviado como correspondente do Reino Unido onde conviveu ideologicamente com a Sociedade Fabiana e, mais tarde, esteve ligado ao Distributismo e ao Corporativismo. Durante a ditadura de Primo de Rivera foi colocado como Embaixador na Argentina. 
Ramiro de Maeztu foi um dos principais impulsionadores do conceito de "Hispanidade". Em 1931 publicou na revista Acción Española um artigo com o título  "O 12 de outubro, Dia da Raça, de hoje em diante deverá passar a chamar-se Dia da Hispanidade". Na mesma revista continuou a publicar uma série de artigos sobre o mesmo tema, estes artigos vieram a ser compilados no seu livro "Defensa de la Hispanidad" um obra elogiada por intelectuais tão diversos como António Machado, Josep Pla e Ortega y Gasset. 
Durante a Segunda República foi deputado por Guipúzcoa, eleito nas eleições de 1933.
Após o início da guerra Guerra Civil Espanhola, foi preso e encarcerado na prisão de "Las Ventas". No Outono de 1936, foi fuzilado, sem julgamento, no cemitério de Aravaca, pelo Comité Provincial de Investigação Pública (CPIP), uma rede de terror revolucionário criada pelo governo da Frente Popular.

## Obras Publicadas
- (1899). Hacia otra España
- (1911). La Revolución y los Intelectuales
- (1916). Inglaterra en Armas
- (1919). La Crisis del Humanismo
- (1920). Del Espíritu de los Vascos
- (1926). Don Quijote, Don Juan y La Celestina
- (1934). Defensa de la Hispanidad
- (1935). La Brevedad de la Vida en la Poesía Lírica Española

## Homenagens
- Em 1939 o seu nome foi inscrito no Instituto Nacional «Ramiro de Maeztu».
- Em 1974 foi-lhe atribuído postumamente o título de Conde de Maeztu.[2]